# Chūyō (tàu sân bay Nhật)
Chūyō (tiếng Nhật: 冲鷹; phiên âm Hán-Việt: Xung ưng) là một tàu sân bay hộ tống thuộc lớp Taiyō được Hải quân Đế quốc Nhật Bản sử dụng trong Thế Chiến II. Nó nguyên là một tàu biển chở khách được cải biến thành tàu sân bay, và đã bị tàu ngầm Mỹ đánh chìm vào ngày 4 tháng 12 năm 1943.

## Chế tạo và cải biến
Nguyên là chiếc tàu biển hành khách Nitta Maru (tiếng Nhật:新田丸) của hãng tàu Nippon Yusen, nó được đặt lườn tại xưởng tàu của Mitsubishi ở Nagasaki vào tháng 5 năm 1938, hạ thủy vào tháng 5 năm 1939 và đưa vào hoạt động ngày 23 tháng 3 năm 1940. Nó được trưng dụng vào việc chuyên chở hành khách và hàng hóa quân sự từ tháng 2 năm 1941. Nitta Maru đã hoàn thành một số chuyến đi như vậy, bao gồm việc chuyên chở các tù binh Mỹ từ đảo Wake đến Nhật Bản. Chuyến đi đầu tiên chở tù binh khởi hành từ đảo Wake ngày 12 tháng 1 năm 1942, và về đến Yokohama vào khoảng ngày 20 tháng 1.
Sau trận Midway, Hải quân Nhật quyết định cải biến nó thành một tàu sân bay hộ tống. Việc cải biến được tiến hành tại Kure từ ngày 20 tháng 8 đến ngày 25 tháng 11 năm 1942. Sàn đáp của nó có kích thước 150 x 23 mét và được trang bị hai thang nâng. Nó không có đảo cấu trúc thượng tầng, máy phóng hoặc dây hãm. Nó được đặt lại tên là Chūyō (冲鷹).

## Lịch sử hoạt động
Chūyō chủ yếu được sử dụng cho việc huấn luyện bay và vận chuyển máy bay. Nó thường di chuyển chung với các tàu chị em với nó Taiyō và Unyō.
Ngày 4 tháng 12 năm 1943, Chūyō và Unyō khởi hành từ Truk đi Yokosuka, mang theo các tù binh Mỹ mà người Nhật bắt được trên chiếc tàu ngầm USS Sculpin. Chūyō trúng phải một ngư lôi bắn ra từ tàu ngầm Mỹ USS Sailfish gần đảo Hachijo. Trong hai giờ tiếp theo sau, chiếc tàu ngầm tiếp tục săn đuổi chiếc tàu sân bay đã bị hư hại và tấn công thêm hai lần nữa. Chiếc Chūyō chìm nhanh chóng tại tọa độ 32°37′B 143°39′Đ / 32,617°B 143,65°Đ sau khi trúng phải bốn trong số năm quả ngư lôi, mang theo khoảng 1.250 người chung với nó, trong đó có cả 20 trong số 21 tù binh chiến tranh mà nó chuyên chở. Chiếc tàu sân bay được rút khỏi danh sách Đăng bạ Hải quân vào năm 1944.

## Danh sách thuyền trưởng
- Shizue Ishii (sĩ quan trang bị trưởng): 20 tháng 8 năm 1942 - 25 tháng 11 năm 1942
- Shizue Ishii: 25 tháng 11 năm 1942 - 1 tháng 2 năm 1943
- Yoshiro Kato: 1 tháng 2 năm 1943 - 27 tháng 9 năm 1943
- Tomesaburo Okura: 27 tháng 9 năm 1943 - 4 tháng 12 năm 1943 (tử trận, được truy phong lên Chuẩn Đô đốc)